# Юго Лорис
Юго̀ Лорѝс (на френски: Hugo Lloris) е френски футболист, вратар. Капитан на Лос Анджелис и френския национален отбор. Световен шампион в състава на Франция през 2018 г.

## Клубна кариера
Дебютира в професионалния футбол в тима на ОЖК Ница, като през сезон 2004/05 пази за дублиращия отбор. На 28 октомври 2005 г. дебютира за мъжкия тим в двубой срещу Шатору за Купата на Лигата. Лорис е титуляр за Ница в турнира, а в шампионата записва 5 срещи. През сезон 2006/07 успява да измести от титулярното място Дамиен Григорини и записва 13 „сухи мрежи“ в първенството. Пропуска част от сезон 2007/08, поради което пропуска около 2 месеца. Въпреки това стражът успява да привлече вниманието на европейски грандове като Милан и Тотнъм Хотспър. Въпреки това, през май 2008 г. Лорис преминава в Олимпик Лион. След трансфера на Грегори Купе в Атлетико Мадрид, Лорис става твърд титуляр под рамката. В тима на „хлапетата“ два пъти е избран за най-добър вратар в шампионата (2009 и 2010) и помага на тима на достигне 1/2-финал в Шампионската лига. През сезон 2009/10 е номиниран за вратар на годината на УЕФА, но наградата е дадена на Жулио Сезар. В състава на Лион печели Купата на Франция и Суперкупата на страната през 2012 г.
През лятото на 2012 г. преминава в Тотнъм. В началото на сезона Лорис е резерва на Брад Фридъл, но през октомври 2012 г. дебютира срещу Астън Вила и след поредица от силни представяния спечелва титулярното място в тима на „шпорите“. Надеждните изяви на Лорис стават ключов фактор за редовното участие на Тотнъм в Шампионска лига и класиранията на тима в топ 4. През 2014/15 Тотнъм достига финал на Кепитъл Уан Къп, но губи от Челси на финала. През август 2015 г. треньорът Маурисио Почетино прави Лорис капитан на отбора. През сезон 2016/17 е с основен принос за постигането на най-добър резултат в защита за сезона, като допуска само 26 гола. На 17 април 2018 г. записва своя мач номер 250 за Тотнъм.

## Национален отбор
Дебютира за националния отбор на Франция на 19 ноември 2008 г. в мач с Уругвай. Лорис става титулярен страж за „петлите“ на Мондиал 2010, но селекцията на Раймон Доменек не успява да прескочи груповата фаза. През 2012 г. е избран за капитан на Франция преди старта на европейското първенство. Лорис е титуляр и на Мондиал 2014, както и домакинското Евро 2016, на което Франция достига финал. На 2 юни 2017 г. записва своя 88-и мач за Франция в двубой с Парагвай, подобрявайки рекорда на Фабиен Бартез за вратар с най-много мачове за националния отбор. На 21 юни 2018 г. в мача с Перу от групите на Мондиал 2018 записва своя мач номер 100 за Франция. Лорис играе във всички мачове на шампионата на планетата в Русия и извежда „петлите“ до световната титла, след успех с 4:2 срещу Хърватия във финалния мач.

## Успехи

### Клубни
- Купа на Франция – 2011/12
- Суперкупа на Франция – 2012

### Национален отбор
- Европейски шампион до 19 г. – 2005
- Световен шампион – 2018

### Индивидуални
- Вратар на годината в Лига 1 – 2008/09, 2009/10, 2011/12
- Идеален отбор на Лига 1 – 2008/09, 2009/10, 2011/12